# بيت صغير على المرج (مسلسل)
بيت صغير على المرج (بالإنجليزية: Little House on the Prairie)‏ هو مسلسل دراما تم إنتاجه في الولايات المتحدة. بدأ عرضه في سنة 1974. عرض على هيئة الإذاعة الوطنية. بلغ عدد مواسم المسلسل 9 مواسم، بلغ عدد حلقاته 204 حلقات، وتبلغ مدة الحلقة الواحدة 48-49 دقيقة. وهو من إخراج ليو بن. تم بث المسلسل لأول مرة بتاريخ 11 سبتمبر 1974 بينما تم بث آخر حلقة منه بتاريخ 21 مارس 1983 بعد أن استمر لقرابة 9 أعوام. من بطولة ميليسا جيلبرت، ميليسا أندرسون، جوناثان جيلبرت، كايل ريتشاردز وشانين دوهيرتي.

## وصلات خارجية
- بيت صغير على المرج على موقع IMDb (الإنجليزية)
- بيت صغير على المرج على موقع ميتاكريتيك (الإنجليزية)
- بيت صغير على المرج على موقع الموسوعة البريطانية (الإنجليزية)
- بيت صغير على المرج على موقع روتن توميتوز (الإنجليزية)
- بيت صغير على المرج على موقع كينوبويسك (الروسية)
- بيت صغير على المرج على موقع ألو سيني (الفرنسية)
- بيت صغير على المرج على موقع قاعدة بيانات الفيلم (الإنجليزية)
- الموقع الرسمي